# Electronic Privacy Information Center
L'Electronic Privacy Information Center (EPIC) è un gruppo di ricerca pubblico statunitense con sede a Washington. Fu creato nel 1994 per porre l'attenzione pubblica sugli emergenti problemi in materia di libertà d'informazione e per proteggere la privacy e i valori costituzionali nell'era dell'informazione. EPIC svolge una vasta gamma di attività, che includono ricerche sulla privacy, pubblica educazione, conferenze, pubblicazioni, cause e assistenza legale.
EPIC gestisce i siti web epic.org e privacy.org e si occupa della pubblicazione dell'EPIC Alert, con cadenza bisettimanale, contenente informazioni inerenti tematiche di libertà d'informazione e rispetto della privacy. EPIC ha pubblicato una serie di edizioni, quali: Privacy and Human Rights, Litigation Under the Federal Open Government Laws, The Public Voice WSIS Sourcebook, The Privacy Law Sourcebook, e The Consumer Law Sourcebook.